# حفلة العشاء
حفل العشاء هو عمل فني مركب للفنانة النسوية جودي شيكاغو. يُنظر إليه على نطاق واسع على أنه أول عمل فني نسائي ملحمي، وهو بمثابة تاريخ رمزي للمرأة في الحضارة. هناك 39 إعدادًا تفصيليًا للأماكن مرتبة على طول طاولة ثلاثية تضم 39 امرأة شهيرة من الأساطير والتاريخ. من بين الرموز الرمزية ساكاجويا وسوجورنر تروث وإليانور الأقطانية وإمبراطورة ثيودورا البيزنطية وفرجينيا وولف وسوزان ب. أنتوني وجورجيا أوكيفي.
يتضمن كل مكان فريد من نوعه لوحة صينية مرسومة باليد، وأدوات مائدة من السيراميك والكأس، ومنديل مع حافة ذهبية مطرزة. كل لوحة، ما عدا الألواح المطابقة لـ Sojourner Truth و Ethel Smyth ، تصور شكل فلفي زاهي الألوان. تعتمد الإعدادات على العدائين المطرزين بدقة، ويتم تنفيذها في مجموعة متنوعة من أساليب وتقنيات الإبرة. تقف مائدة العشاء في The Heritage Floor ، وهي مكونة من أكثر من ألفي بلاط أبيض على شكل بريق مزجج، وكل منها منقوش عليها مخطوطات ذهبية تحمل اسم واحدة من 998 امرأة ورجل صنع علامة على التاريخ. (تم ضم الرجل، كريسيلاس، عن طريق الخطأ لأنه يُعتقد أنه كان امرأة تدعى كريسيلا).
تم إنتاجه من عام 1974 إلى عام 1979 كتعاون وتم عرضه لأول مرة في عام 1979. وبالتالي، على الرغم من مقاومة عالم الفن، فقد قام بجولة في 16 موقعًا في ست دول في ثلاث قارات لمشاهدة جمهور يبلغ 15 مليونًا. كانت متقاعدة للتخزين حتى عام 1996 ، حيث بدأت تعاني من السفر المستمر. منذ عام 2007 ، كان في معرض دائم في مركز إليزابيث إيه ساكلر للفن النسائي في متحف بروكلين ، نيويورك.

## قائمة النساء
Wing I: From Prehistory to the Roman Empire

1. Primordial Goddess 

2. Fertile Goddess 

3. عشتار 

4. كالي 

5. أفعى مينوسية (أسطورة) 

6. Sophia 

7. Amazon 

8. حتشبسوت 

9. Judith 

10. صافو 

11. أسبازيا 

12. Boadicea 

13. هيباتيا
Wing II: From the Beginnings of Christianity to the Reformation

14. Marcella 

15. Saint Bridget 

16. Theodora 

17. Hrosvitha 

18. تروتا الساليرنوية 

19. إليانور آكيتاين 

20. هايدغارد بنجين 

21. Petronilla de Meath 

22. كريستين دي بيزان 

23. إيزابيلا ديستي 

24. Elizabeth I 

25. أرتيميسا جنتلسكي 

26. Anna van Schurman
Wing III: From the American to the Women's Revolution

27. آن هاتشينسون 

28. ساكاجاويا 

29. كارولين هيرشل 

30. ماري وولستونكرافت 

31. سوجورنر تروث 

32. سوزان أنتوني 

33. Elizabeth Blackwell 

34. إيميلي ديكنسون 

35. إثيل سميث 

36. مارجريت سانجر 

37. نتالي كليفورد بارني 

38. فرجينيا وولف 

39. جورجيا أوكيف